# Tunei hajó

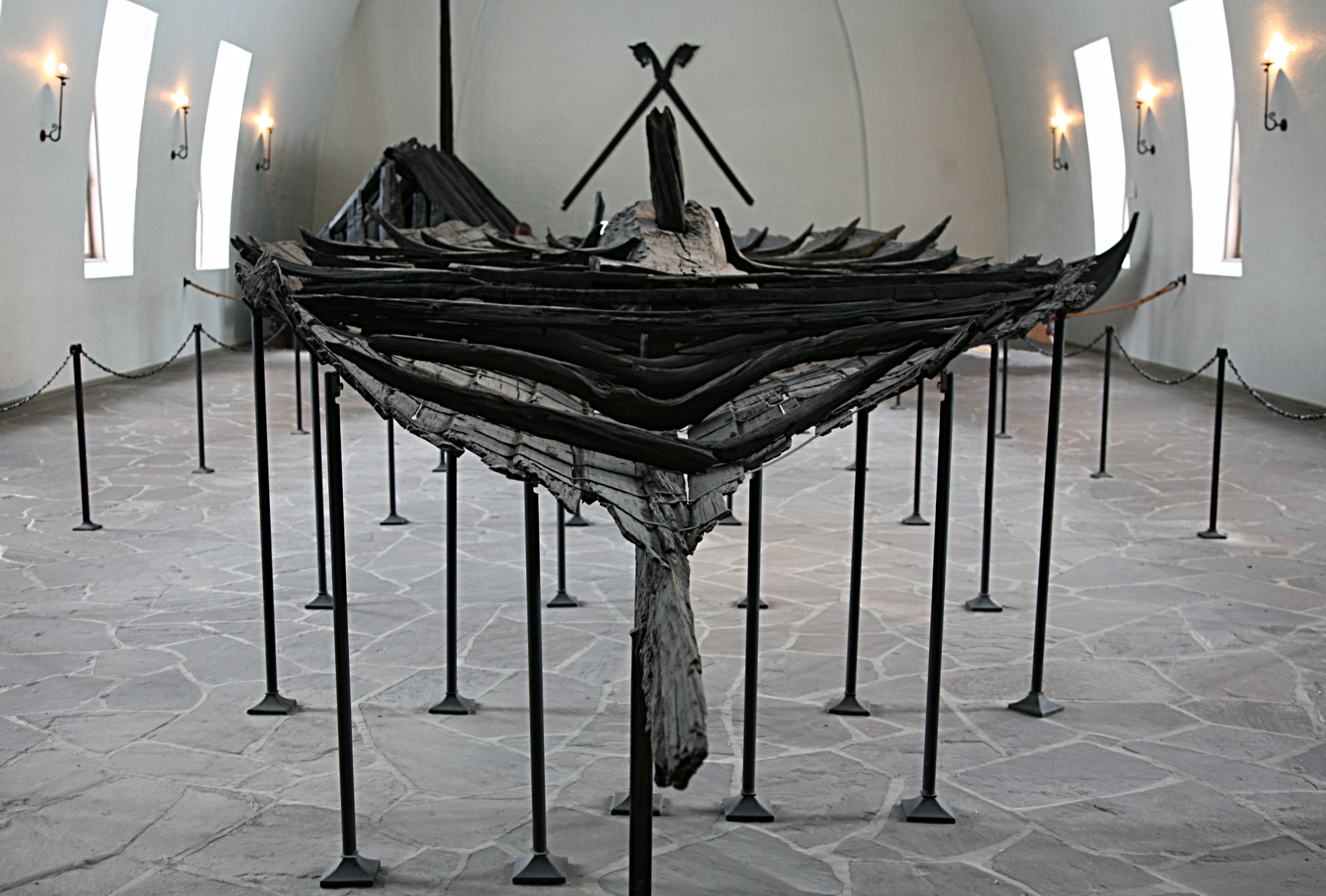
A tunei hajó

A tunei hajó volt az első jelentősebb viking hajólelet 1867-ben. Norvégiában, az Oslo-fjord keleti partján, a Haugen farmon, egy halomsírban találta meg Oluf Rygh régész.
A 890 körül készült hajónak csak egyes részei kerültek elő, de alakja és váza így is rekonstruálható. Kb. 22 m hosszú, 4,35 m széles és 1,2 m mély lehetett, 11 vagy 12 pár evezős volt. Valószínűleg elsősorban nem a nyílt tengeren, hanem a folyókon, a folyótorkolatokban közlekedtek vele.
Az idők folyamán a tunei sírt alaposan kifosztották. A tudósoknak csak azt sikerült kideríteni, hogy a hajótest fölé épített sírkamrába egy férfi elszenesedett maradványait temették. A tunei hajó rekonstruált maradványait az oslói viking hajók múzeumában őrzik.